# Asahi, Toyama
Asahi (朝日町 Asahi-machi) là thị trấn thuộc huyện Shimoniikawa, tỉnh Toyama, Nhật Bản. Tính đến ngày 1 tháng 10 năm 2020, dân số ước tính thị trấn là 11.081 người và mật độ dân số là 49 người/km2. Tổng diện tích thị trấn là 226,3 km2.

## Địa lý

### Đô thị lân cận
- Toyama
  - Kurobe
  - Nyūzen
- Niigata
  - Itoigawa
- Nagano
  - Hakuba

### Khí hậu
| Dữ liệu khí hậu của Asahi, Toyama        | Dữ liệu khí hậu của Asahi, Toyama | Dữ liệu khí hậu của Asahi, Toyama | Dữ liệu khí hậu của Asahi, Toyama | Dữ liệu khí hậu của Asahi, Toyama | Dữ liệu khí hậu của Asahi, Toyama | Dữ liệu khí hậu của Asahi, Toyama | Dữ liệu khí hậu của Asahi, Toyama | Dữ liệu khí hậu của Asahi, Toyama | Dữ liệu khí hậu của Asahi, Toyama | Dữ liệu khí hậu của Asahi, Toyama | Dữ liệu khí hậu của Asahi, Toyama | Dữ liệu khí hậu của Asahi, Toyama | Dữ liệu khí hậu của Asahi, Toyama |
| Tháng                                    | 1                                 | 2                                 | 3                                 | 4                                 | 5                                 | 6                                 | 7                                 | 8                                 | 9                                 | 10                                | 11                                | 12                                | Năm                               |
| ---------------------------------------- | --------------------------------- | --------------------------------- | --------------------------------- | --------------------------------- | --------------------------------- | --------------------------------- | --------------------------------- | --------------------------------- | --------------------------------- | --------------------------------- | --------------------------------- | --------------------------------- | --------------------------------- |
| Cao kỉ lục °C (°F)                       | 18.7 (65.7)                       | 23.6 (74.5)                       | 28.6 (83.5)                       | 30.3 (86.5)                       | 33.3 (91.9)                       | 33.4 (92.1)                       | 37.2 (99.0)                       | 37.2 (99.0)                       | 38.0 (100.4)                      | 34.3 (93.7)                       | 26.4 (79.5)                       | 24.1 (75.4)                       | 38.0 (100.4)                      |
| Trung bình ngày tối đa °C (°F)           | 6.4 (43.5)                        | 7.1 (44.8)                        | 11.1 (52.0)                       | 16.5 (61.7)                       | 21.7 (71.1)                       | 24.8 (76.6)                       | 29.1 (84.4)                       | 30.8 (87.4)                       | 26.8 (80.2)                       | 21.3 (70.3)                       | 15.5 (59.9)                       | 9.6 (49.3)                        | 18.4 (65.1)                       |
| Trung bình ngày °C (°F)                  | 3.4 (38.1)                        | 3.6 (38.5)                        | 6.8 (44.2)                        | 11.9 (53.4)                       | 17.1 (62.8)                       | 20.9 (69.6)                       | 25.1 (77.2)                       | 26.6 (79.9)                       | 22.7 (72.9)                       | 17.2 (63.0)                       | 11.5 (52.7)                       | 6.2 (43.2)                        | 14.4 (58.0)                       |
| Tối thiểu trung bình ngày °C (°F)        | 0.7 (33.3)                        | 0.5 (32.9)                        | 2.9 (37.2)                        | 7.7 (45.9)                        | 13.2 (55.8)                       | 17.7 (63.9)                       | 22.1 (71.8)                       | 23.1 (73.6)                       | 19.3 (66.7)                       | 13.6 (56.5)                       | 7.9 (46.2)                        | 3.1 (37.6)                        | 11.0 (51.8)                       |
| Thấp kỉ lục °C (°F)                      | −8.1 (17.4)                       | −6.5 (20.3)                       | −4.0 (24.8)                       | −1.3 (29.7)                       | 5.0 (41.0)                        | 10.8 (51.4)                       | 15.2 (59.4)                       | 14.8 (58.6)                       | 10.9 (51.6)                       | 4.5 (40.1)                        | 0.1 (32.2)                        | −4.5 (23.9)                       | −8.1 (17.4)                       |
| Lượng Giáng thủy trung bình mm (inches)  | 279.1 (10.99)                     | 184.7 (7.27)                      | 194.3 (7.65)                      | 167.6 (6.60)                      | 155.0 (6.10)                      | 188.4 (7.42)                      | 253.4 (9.98)                      | 214.5 (8.44)                      | 242.4 (9.54)                      | 228.0 (8.98)                      | 309.2 (12.17)                     | 350.0 (13.78)                     | 2.748,7 (108.22)                  |
| Lượng tuyết rơi trung bình cm (inches)   | 104 (41)                          | 86 (34)                           | 15 (5.9)                          | 1 (0.4)                           | 0 (0)                             | 0 (0)                             | 0 (0)                             | 0 (0)                             | 0 (0)                             | 0 (0)                             | 0 (0)                             | 37 (15)                           | 240 (94)                          |
| Số ngày giáng thủy trung bình (≥ 1.0 mm) | 24.0                              | 19.4                              | 18.0                              | 13.3                              | 11.7                              | 11.4                              | 13.3                              | 10.5                              | 13.4                              | 14.2                              | 18.4                              | 23.4                              | 191                               |
| Số ngày tuyết rơi trung bình (≥ 3 cm)    | 10.2                              | 8.4                               | 1.6                               | 0.1                               | 0                                 | 0                                 | 0                                 | 0                                 | 0                                 | 0                                 | 0                                 | 4.0                               | 24.3                              |
| Số giờ nắng trung bình tháng             | 49.5                              | 79.2                              | 130.2                             | 179.4                             | 205.1                             | 164.2                             | 160.7                             | 215.3                             | 148.9                             | 141.9                             | 96.1                              | 56.6                              | 1.632,6                           |
| Nguồn: Cục Khí tượng Nhật Bản            |                                   |                                   |                                   |                                   |                                   |                                   |                                   |                                   |                                   |                                   |                                   |                                   |                                   |